# يو إف سي على إي إس بي إن: أوفيريم ضد روزينسترويك
يو إف سي على إي إس بي إن: أوفيريم ضد روزينسترويك (بالإنجليزية: UFC on ESPN: Overeem vs. Rozenstruik)‏ هو حدث لفنون القتال المختلطة نظمته يو إف سي، أُقيم في 7 ديسمبر 2019، على كابيتال وان أرينا في واشنطن العاصمة، الولايات المتحدة.